# Pachydactylus
Pachydactylus Wiegmann, 1834 è un genere di piccoli sauri della famiglia Gekkonidae.

## Biologia
La maggior parte dei gechi del genere Pachydactylus sono notturni, tuttavia alcune specie sono prevalentemente diurne.
Si nutrono di insetti.

## Distribuzione e habitat
Sono presenti in tutta l'Africa meridionale e orientale.

## Tassonomia
Il genere Pachydactylus comprende le seguenti specie:
- Pachydactylus acuminatus Fitzsimons, 1941
- Pachydactylus affinis Boulenger, 1896
- Pachydactylus amoenus Werner, 1910
- Pachydactylus angolensis Loveridge, 1944
- Pachydactylus atorquatus Bauer & Barts & Hulbert, 2006
- Pachydactylus austeni Hewitt, 1923
- Pachydactylus barnardi Fitzsimons, 1941
- Pachydactylus bicolor Hewitt, 1926
- Pachydactylus boehmei Bauer, 2010
- Pachydactylus capensis (Smith, 1845)
- Pachydactylus caraculicus Fitzsimons, 1959
- Pachydactylus carinatus Bauer, Lamb & Branch, 2006
- Pachydactylus etultra Branch, Bauer, Jackman & Heinicke, 2011
- Pachydactylus fasciatus Boulenger, 1888
- Pachydactylus formosus Smith, 1849
- Pachydactylus gaiasensis Steyn & Mitchell, 1967
- Pachydactylus geitje (Sparrman, 1778)
- Pachydactylus griffini Bauer, Lamb & Branch, 2006
- Pachydactylus haackei Branch, Bauer & Good, 1996
- Pachydactylus katanganus De Witte, 1953
- Pachydactylus kladaroderma Branch, Bauer & Good, 1996
- Pachydactylus kobosensis Fitzsimons, 1938
- Pachydactylus kochii Fitzsimons, 1959
- Pachydactylus labialis Fitzsimons, 1938
- Pachydactylus latirostris Hewitt, 1923
- Pachydactylus macrolepis Fitzsimons, 1939
- Pachydactylus maculatus Gray, 1845
- Pachydactylus maraisi Heinicke, Adderly, Bauer & Jackman, 2011
- Pachydactylus mariquensis (Smith, 1849)
- Pachydactylus mclachlani Bauer, LAMB & BRANCH, 2006
- Pachydactylus monicae Bauer, Lamb & Branch, 2006
- Pachydactylus montanus Methuen & Hewitt, 1914
- Pachydactylus namaquensis (Sclater, 1898)
- Pachydactylus oculatus Hewitt, 1927
- Pachydactylus oreophilus McLachlan & Spence, 1967
- Pachydactylus oshaughnessyi Boulenger, 1885
- Pachydactylus otaviensis Bauer, Lamb & Branch, 2006
- Pachydactylus parascutatus Bauer, Lamb & Branch, 2002
- Pachydactylus punctatus Peters, 1854
- Pachydactylus purcelli Boulenger, 1910
- Pachydactylus rangei Andersson, 1908 - geco palmato della Namibia
- Pachydactylus reconditus Bauer, Lamb & Branch, 2006
- Pachydactylus robertsi Fitzsimons, 1938
- Pachydactylus rugosus (Smith, 1849)
- Pachydactylus sansteynae Steyn & Mitchell, 1967
- Pachydactylus scherzi Mertens, 1954
- Pachydactylus scutatus Hewitt, 1927
- Pachydactylus serval Werner, 1910
- Pachydactylus tigrinus Van Dam, 1921
- Pachydactylus tsodiloensis Haacke, 1966
- Pachydactylus vansoni Fitzsimons, 1933
- Pachydactylus vanzyli Steyn & Haacke, 1966
- Pachydactylus visseri Bauer, Lamb & Branch, 2006
- Pachydactylus wahlbergii Peters, 1869
- Pachydactylus waterbergensis Bauer & Lamb, 2003
- Pachydactylus weberi Roux, 1907
- Pachydactylus werneri Hewitt, 1935

### Binomi obsoleti
Le seguenti specie, in passato attribuite al genere Pachydactylus sono ora inquadrati in altri generi:
- Pachydactylus bibronii (Smith, 1846) = Chondrodactylus bibronii (Smith, 1846)
- Pachydactylus fitzsimonsi (Loveridge, 1947) = Chondrodactylus fitzsimonsi (Loveridge, 1947)
- Pachydactylus laevigatus Fischer, 1888 =Chondrodactylus laevigatus (Fischer, 1888)
- Pachydactylus tetensis Loveridge, 1952 = Elasmodactylus tetensis  (Loveridge, 1952)
- Pachydactylus tuberculosus (Boulenger, 1895) = Elasmodactylus tuberculosus (Boulenger, 189)
- Pachydactylus turneri (Gray, 1864) = Chondrodactylus turneri (Gray, 1864)